# Gunn Margit Andreassen
Gunn Margit Andreassen (Kristiansand, 23 juli 1973) is een Noorse voormalig biatlete. Andreassen vertegenwoordigde haar vaderland op de Olympische Winterspelen 1994 in Lillehamer, de Olympische Winterspelen 1998 in Nagano, de Olympische Winterspelen 2002 in Salt Lake City en de Olympische Winterspelen 2006 in Turijn. Ze is dochter van voormalig langlaufer Ivar Andreassen, nichtje van voormalig langlaufer en hardloper Reidar Andreassen, en woont samen met voormalig biatleet en langlaufer Frode Andresen met wie ze 3 zoons heeft.

## Resultaten

### Olympische Winterspelen
| Jaar | Plaats         | Resultaten                                                                               |
| ---- | -------------- | ---------------------------------------------------------------------------------------- |
| 1994 | Lillehammer    | 43e 15 km individueel                                                                    |
| 1998 | Nagano         | 56e 7,5 km sprint · 40e 15 km individueel · 4x7,5 estafette                              |
| 2002 | Salt Lake City | 16e 7,5 km sprint · 16e 10 km achtervolging · 30e 15 km individueel · 4x7,5 km estafette |
| 2006 | Turijn         | 60e 15 km individueel 5e 4x7,5 km estafette                                              |

### Wereldkampioenschappen
| Jaar | Plaats           | Resultaten |
| ---- | ---------------- | --- |
| 1995 | Antholz          | 15e 15 km individueel · 4x7,5 km estafette · Ploegproef (team)                                                  |
| 1997 | Brezno-Osrblie   | 5e 7,5 km sprint · 7e 10 km achtervolging · 18e 15 km individueel · 4x7,5 km estafette · Ploegproef (team)      |
| 1998 | Pokljuka         | 24e 10 km achtervolging                                                                                         |
| 1999 | Kontiolahti      | 26e 7,5 km sprint 36e 10 km achtervolging 4e 4x7,5 km estafette                                                 |
| 1999 | Oslo             | 47e 15 km individueel                                                                                           |
| 2000 | Oslo             | 43e 7,5 km sprint 44e 10 km achtervolging 14e 12,5 km massastart 5e 4x7,5 km estafette                          |
| 2001 | Pokljuka         | 24e 7,5 km sprint 14e 10 km achtervolging 6e 12,5 km massastart 49e 15 km individueel 4e 4x7,5 km estafette     |
| 2003 | Chanty-Mansiejsk | 19e 7,5 km sprint · 11e 10 km achtervolging · 15e 12,5 km massastart · 15 km individueel · 8e 4x6 km estafette  |
| 2004 | Oberhof          | 11e 7,5 km sprint · 11e 10 km achtervolging · 17e 12,5 km massastart · 12e 15 km individueel · 4x6 km estafette |
| 2007 | Antholz          | 56e 7,5 km sprint 42e 4x6 km estafette                                                                          |

### Wereldbeker
Eindklasseringen
| Seizoen   | Algemeen | Individueel | Sprint | Achtervolging | Massastart |
| --------- | -------- | ----------- | ------ | ------------- | ---------- |
| 1996/1997 | 10e      |             |        |               |            |
| 1997/1998 | 32e      |             |        |               |            |
| 1998/1999 | 25e      |             |        |               |            |
| 1999/2000 | 16e      |             |        |               |            |
| 2000/2001 | 23e      |             |        |               |            |
| 2001/2002 | 10e      |             |        |               |            |
| 2002/2003 | 14e      |             |        |               |            |
| 2003/2004 | 13e      |             |        |               |            |
| 2005/2006 | 49e      |             |        |               |            |
| 2006/2007 | 50e      |             |        |               |            |
| 2007/2008 | 56e      |             |        |               |            |

Wereldbekerzeges
| Nr.        | Datum            | Plaats         | Onderdeel              |
| Estafettes | Estafettes       | Estafettes     | Estafettes             |
| ---------- | ---------------- | -------------- | ---------------------- |
| 1.         | 16 februari 1995 | Antholz        | Ploegproef (team) (WK) |
| 2.         | 4 februari 1997  | Brezno-Osrblie | Ploegproef (team) (WK) |
| 3.         | 28 februari 1999 | Lake Placid    | 4x7,5 km estafette     |
| 4.         | 5 december 1999  | Hochfilzen     | 4x7,5 km estafette     |
| 5.         | 23 januari 2000  | Antholz        | 4x7,5 km estafette     |
| 6.         | 19 januari 2001  | Antholz        | 4x7,5 km estafette     |
| 7.         | 5 december 2003  | Kontiolahti    | 4x6 km estafette       |
| 8.         | 12 februari 2004 | Oberhof        | 4x6 km estafette (WK)  |
| 9.         | 29 november 2005 | Östersund      | 4x6 km estafette       |
| 10.        | 10 december 2005 | Hochfilzen     | 4x6 km estafette       |